# Cantó de Louviers-Sud
El cantó de Louviers-Sud és un cantó francès del departament de l'Eure, situat al districte de Les Andelys. Té 13 municipis i el cap es Louviers.

## Municipis
- Acquigny
- Amfreville-sur-Iton
- Crasville
- La Haye-le-Comte
- La Haye-Malherbe
- Hondouville
- Louviers (part)
- Le Mesnil-Jourdain
- Pinterville
- Quatremare
- Surtauville
- Surville
- La Vacherie

## Història
| Data d'elecció                           | Identitat     | Partit | Qualitat |
| ---------------------------------------- | ------------- | ------ | -------- |
| 1982-1994                                | Odile Proust  | RPR    |          |
| 1994-2008                                | Franck Martin | PRG    |          |
| 2008-                                    | Guy Auzoux    | NC     |          |
| les dades anteriors no són pas conegudes |               |        |          |
|                                          |               |        |          |